# N'Dali
N'Dali est une commune et une ville du nord-est du Bénin, préfecture du département de Borgou.

## Géographie
Les cinq arrondissements de la commune sont Bori, Gbégourou, N'Dali, Ouénou, et Sirarou.

## Population
Lors du recensement de 2013 (RGPH-4), la commune comptait 113 604 habitants.

## Histoire
Yonnin est le site de la fondatrice de N’Dali qui serait la princesse Lafia Yerina Tamou venue de Sinanbansouson qui signifie « le lieu abandonné par le roi », à la suite de la mort de son grand frère et de la disparition de son père. Quant à l’ancienne population de Sinanbansouson, elle décida de rejoindre la princesse Tamou pour toujours et ainsi forma un royaume de quinze maisons. Après trois jours d’installation, le royaume resta sans nom, la population décida donc de donner un nom au royaume. À l’arrivée des Haoussas qui croyaient que le village était dirigé par la princesse Tamou, ils donnèrent au village le nom de Daria, ce qui signifie « ridicule » car, pour eux, une femme ne pouvait diriger un village. Les Baatombous finirent par garder le nom de Daria, qui fut modifié par le colon français, d’où le nom de N’Dali.

## Religion
N'Dali est le siège d'un évêché catholique, érigé le 22 décembre 1999.

## Économie

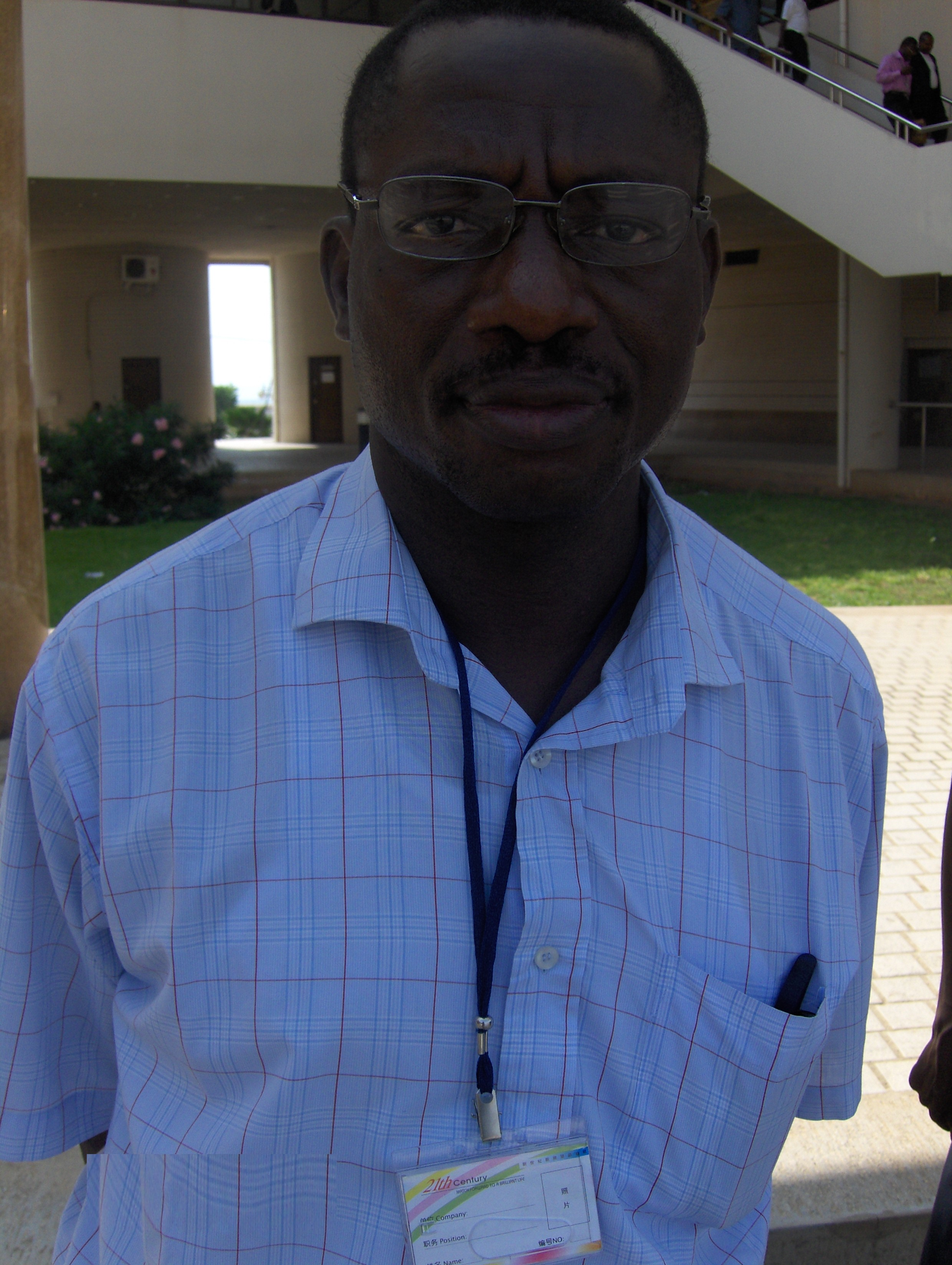
Badéra Chabi ancien maire de N'Dali